# Spinning Boris
Pour plus de détails, voir Fiche technique et Distribution.
Spinning Boris est un film américain réalisé par Roger Spottiswoode, sorti en 2003. Il revient sur l'intervention — supposée — de consultants américains dans la campagne de Boris Eltsine pour l'élection présidentielle russe de 1996.

## Synopsis
Trois consultants américains, George Gorton (en), Dick Dresner et Joe Shumate, sont chargés de travailler en secret à la victoire de Boris Eltsine à l'élection présidentielle russe de 1996. Ils collaborent notamment avec la fille du candidat, Tatiana Diatchenko.

## Fiche technique
Sauf indication contraire, les informations mentionnées dans cette section peuvent être confirmées par la base de données cinématographiques IMDb,  présente dans la section « Liens externes ».
- Titre original : Spinning Boris
- Réalisation : Roger Spottiswoode
- Scénario : Yuri Zeltser et Grace Cary Bickley
- Direction artistique : Barry Isenor
- Décors : Taavo Soodor
- Costumes : Joyce Schure
- Photographie : John S. Bartley
- Montage : Michael Pacek
- Musique : Jeff Danna
- Production : Cydney Bernard

Producteurs délégués : Andrew Licht, John Gilbert Morris et Jeffrey A. Mueller
- Sociétés de production : Licht/Mueller Film Corporation et Showtime Networks
- Société de distribution : Showtime Networks (États-Unis)
- Budget : n/a
- Pays d'origine :  États-Unis
- Langue originale : anglais
- Format : couleur - 1.85:1 - 35 mm
- Genre : comédie dramatique, politique
- Durée : 112 minutes
- Dates de sortie[1] :
  -  États-Unis : 23 octobre 2003 (festival international du film des Hamptons)

## Distribution
- Jeff Goldblum : George Gorton (en)
- Anthony LaPaglia : Dick Dresner
- Liev Schreiber : Joe Shumate
- Boris Krutonog : Felix Braynin
- Svetlana Efremova : Tatiana Diatchenko
- Shauna MacDonald : Lisa
- Gregory Hlady ; Andrei Lugov
- Vladimir Radian : Vasso
- Ilia Volok : l'imitateur d'Elvis
- Konstantin Kazakov : Oleg Soskovets (en)
- Judah Katz : Michael Kramer

## Production
Le tournage a lieu à Toronto (North York et son université), à Hamilton et quelques scènes à Moscou.

## Controverse
Selon la production, le film est basé sur une histoire vraie. Certains avis douteront d'une telle implication du gouvernement américain dans l'élection russe. La véracité des propos du film est notamment contredite par Sergei Filatov, chef de staff de Boris Eltsine, ou encore par un ancien garde du corps du candidat, Alexander Korzhakov.

## Distinctions
Au festival international du film des Hamptons 2003, le film obtient un prix du public. Les scénaristes sont quant à eux nommés pour leur œuvre aux Writers Guild of America Awards 2005